# إنكا فريدريش
إنكا فريدريش (بالألمانية: Inka Friedrich)‏ (و. 1965 – م) هي ممثلة، وممثلة مسرحية، وممثلة أفلام من ألمانيا . ولدت في فرايبورغ .

## أعمال بارزة
من أهم أعمالها:
- Summer in Berlin
- Center of my World.

## روابط خارجية
- إنكا فريدريش على موقع IMDb (الإنجليزية)
- إنكا فريدريش على موقع قاعدة بيانات الأفلام العربية
- إنكا فريدريش على موقع ألو سيني (الفرنسية)
- إنكا فريدريش على موقع أول موفي (الإنجليزية)
- إنكا فريدريش على موقع قاعدة بيانات الفيلم (الإنجليزية)
- إنكا فريدريش على موقع كينوبويسك (الروسية)